# 泣きたい僕ら
「泣きたい僕ら」（なきたいぼくら）は、fumikaの楽曲。2014年1月29日に7枚目のシングルとしてよしもとアール・アンド・シーから発売された。

## 概要
読売テレビ・日本テレビ系テレビドラマ『慰謝料弁護士〜あなたの涙、お金に変えましょう〜』主題歌として起用された楽曲で、fumikaは「まさに、答えの無い、正解の無い世界で抱えてしまった“消化しきれないモノ”を淡々と歌った、今までの自分には無い作品」と述べている。
シングル盤としては前作「Feel It」から3ヶ月ぶりの新作。初回限定盤と通常盤の2種類がリリースされ、初回限定盤にはビデオクリップ等が収録されたDVDが付属する。カップリング曲として収録される「うれしい!たのしい!大好き!」は、DREAMS COME TRUEの同名曲のカバーで、2013年9月25日から先行配信が行われていた。

## 収録曲
| #         | タイトル | 作詞            | 作曲              | 編曲              | 時間  |
| --------- | --- | --------------- | ----------------- | ----------------- | ----- |
| 1.        | 「泣きたい僕ら」(読売テレビ・日本テレビ系木曜ドラマ 『慰謝料弁護士〜あなたの涙、お金に変えましょう〜』主題歌) | fumika/田中秀典 | 田中秀典/玉井健二 | 玉井健二/釣俊輔   | 4:44  |
| 2.        | 「うれしい!たのしい!大好き!」                                                                                 | 吉田美和        | 吉田美和          | 玉井健二/古川貴浩 | 4:03  |
| 3.        | 「泣きたい僕ら 〜Instrumental〜」                                                                             |                 |                   |                   | 4:44  |
| 4.        | 「うれしい!たのしい!大好き! 〜Instrumental〜」                                                                |                 |                   |                   | 4:03  |
| 合計時間: | 合計時間: | 合計時間:       | 合計時間:         | 合計時間:         | 17:34 |

### DVD（初回限定版のみ）
1. 泣きたい僕ら (Music Video)
2. Another side of “泣きたい僕ら”
3. うれしい!たのしい!大好き! (Image Video)